# Lears ara
De Lears ara (Anodorhynchus leari) is een papegaai. De vogel is nauw verwant aan de blauwgrijze ara. De vogel heeft de naam te danken aan de dichter Edward Lear die grote aantallen tekeningen en schilderijen heeft gemaakt van papegaaien. De krachtige grote snavel is zwart van kleur.

## Uiterlijk
Deze vogel bereikt een lengte van ongeveer 75 centimeter en een gewicht van 950 gram. De vogel is metaal blauw van kleur. Op de wang is de huid kaal en geel van kleur. Ook de ring rondom de ogen is kaal en geel van kleur.

## Leefgebied
De Lears ara is endemisch in Brazilië. Lange tijd was er weinig bekend over het leefgebied van deze vogel. Na de ontdekken van deze vogel in 1856 is de vogel herontdekt in het wild in Bahia, Brazilië in 1978 door de ornitholoog Helmut Sick. De vogel houdt zich voornamelijk op in en rondom de Licuripalm (Syagrus coronata).

## Voedsel
Het voedsel bestaat voornamelijk uit de vrucht van de Licuripalm, aangevuld met andere vruchten, noten en zaden.

## Voortplanting
Het nestelen doet deze ara niet in boomholtes maar in zandsteenrotsen. Ze maken in het zandsteen kleine holtes. Het vrouwtje legt 1 tot 2 eieren in het nest die na een broedtijd van ongeveer een maand uitkomen. Na bijna 100 dagen verlaten de jongen hun nest. Het broedseizoen is van december tot en met mei. Als de vogel tussen 2 tot 4 jaar oud is, is hij geslachtsrijp. De vogel wordt tussen de 30 tot 50 jaar oud.

## Bedreigd
De populatie van de Lears ara bedroeg in 1994 nog maar zo'n 140 exemplaren. Na een grote reddingsactie voor behoud van deze soort telde de populatie in 2007 ongeveer 750 stuks. De sterke afname van de papegaaiachtigen was met name te wijten aan de afname van het leefgebied. De vogels zijn sterk afhankelijk van de Licuripalm. Halfweg de jaren negentig van de vorige eeuw bedroegen de aantallen volwassen Licuripalmen nog maar 1,6% van de totaal aantallen palmen in de jaren er voor. Om deze vogels te beschermen worden nu ook de bomen beschermd evenals de zandsteenrotsen.

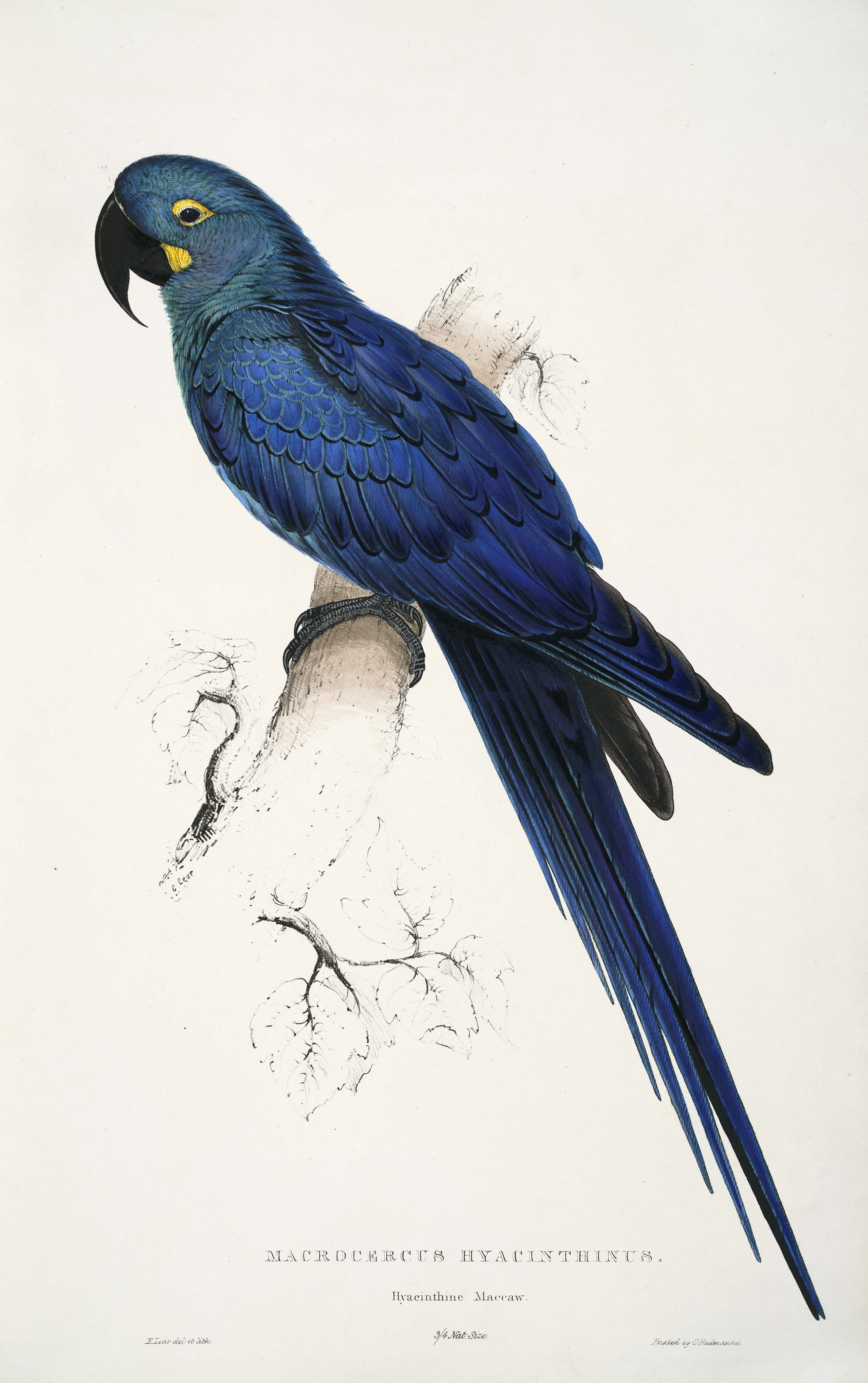
Vogel volgens Edward Lear
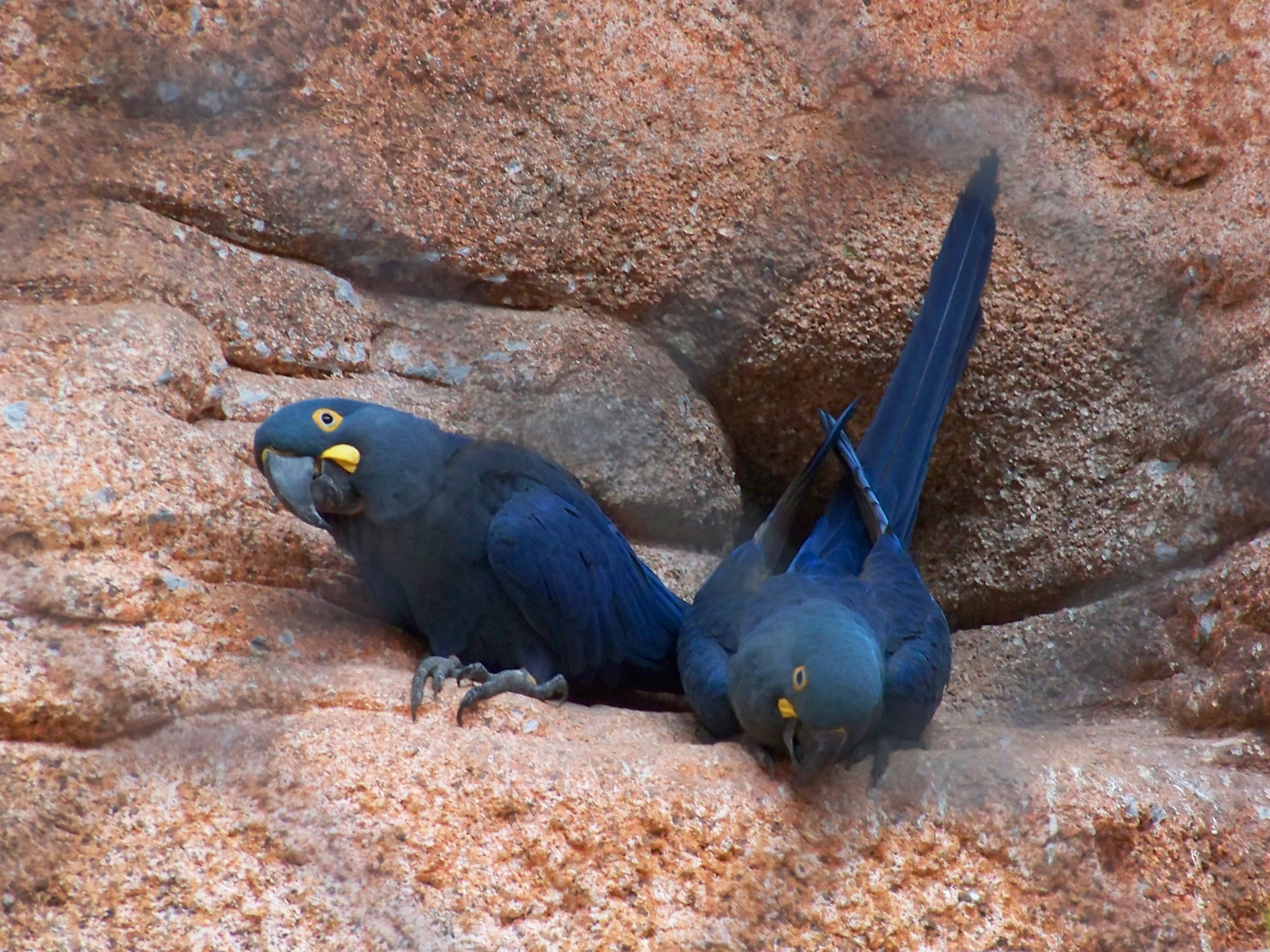
In Rio de Janeiro Zoo